# Свети Архангел Михаил (Гоце Делчев)
Вижте пояснителната страница за други значения на Свети Архангел Михаил.
„Свети Архангел Михаил“ е възрожденска църква в град Гоце Делчев (Неврокоп), България, част от Неврокопската епархия на Българската православна църква. Обявена е за паметник на културата с местно значение.

## Местоположение
Храмът е разположен в югоизточната част на града в махалата Комсала.

## История
Строителството на църквата продължава от 1809 до 1811 година, когато е осветена. Тя е най-старата запазена църква в Неврокопско.
Според едно от преданията храмът е построен от богат турчин, който е имал болно дете. Възрастна българка е дала съвет на съпругата му да заведе и изкъпе детето на изворчето, където днес е църквата. След изкъпването и оздравяването на детето, османското семейство съдейства пред валията християните да получат разрешение за възстановяване на стария храм. Днес кладенчето с аязмото се намира в наоса на храма.
Според друго предание, широко разпространено в българското етническо пространство, църквата е изграждана само нощем и това е обяснението за лекото изместване на олтара на югоизток.
В началото на XX век е в ръцете на българите екзархисти.
В 1970 – 1978 година църквата е преустроена. При преустройството са променени страничните кораби и женската църква от запад.

## Архитектура и интериор
В архитектурно отношение е трикорабна псевдобазилика с купол. Таваните ѝ са дървени, с красиви апликации и розета в средния кораб. Куполът е украсен със стенописи на пророци през 1891 – 1892 година, като между тях са образите на Кирил и Методий, изработени с паричната подкрепа на Костадин Дуков и семейството на Димитър и Елена Думбови.
Храмът има 109 ценни икони от ХVІІ век, оцелели след преустройството стенописи в купола и по пандантивите, оригинално резбовани стари царски двери на новия иконостас, богато украсен резбован владишки трон и централния апликиран дървен таван. Тук се съхраняват и 70 икони от 1881 година, дело на Серги Георгиев. Ценни са преносимите икони „Богородица Одигитрия“ и „Христос Вседържител“. Една от по-старите икони е „Архангелски събор“ с дарителски надпис от 1834 година и името „Ст. Димитров“.
Иконостасът е триделен, като вторият и третият ред са идентични по структура. Олтарните двери са с плитка дърворезба, полихромирани и позлатени, с четири фигури – в долната част е сцената „Благовещение“. Над олтарните двери е иконата „Убрус“.
Част от иконите в иконостаса, между които и „Св. св. Кирил и Методий“, са подарени от Илия Батаклиев в 1897 година.
Архиерейският трон е с богата украса – дърворезба и позлата, и иконата на „Христос велик архиерей“, с бароково представен трон.